# Публий Силий Нерва
Вижте пояснителната страница за други личности с името Публий Силий.
Публий Силий Нерва (на латински: Publius Silius Nerva) e политик и сенатор на ранната Римска империя.

## Биография
Произлиза от фамилията Силий-Нерва, която Август издига в патрициианското съсловие и е син на Публий Силий. Вероятно е този приятел на Август, който често с него се хранел и играел на зарове.
През 20 пр.н.е. Силий е консул заедно с Марк Апулей. През 19 пр.н.е. е легат в провинция Близка Испания. През 16 пр.н.е. е проконсул на Илирия и има победи над панонците и други алпийски племена.
Той е женен за Копония и има два сина, Авъл Лициний Нерва Силиан, консул 7 г. и Публий Силий, консул 3 г. Вероятно от втория си брак с Цециния има син Гай Силий Авъл Цецина Ларг, консул 13 г. и добър приятел с Германик.